# 格雷特纳 (苏格兰)
格雷特纳（英語：Gretna）是英国苏格兰的一个镇，邻近英格兰边境。1707年英格兰和苏格兰合併之前，蘇格蘭在格雷特纳設立了一個海關機構海关哨所，負責向來往的牛群主人征税。